# Endre Strømsheim
Endre Strømsheim (peut également s'écrire Stroemsheim à l'international pour simplifier), né le 5 septembre 1997 à Oslo, est un biathlète norvégien, champion du monde de mass-start en 2025.

## Carrière
Membre du club Bærum SK, il est vice-champion du monde des moins de 19 ans en 2016 au sprint et titré avec le relais junior. Aux Championnats du monde junior 2018, il prend la médaille d'argent en relais. En 2018-2019, il effectue sa première saison complète chez les séniors, remportant notamment une médaille de bronze aux Championnats d'Europe à Minsk puis une épreuve en IBU Cup à Otepää (super sprint). Il dispute sa première épreuve en Coupe du monde au mois de mars à Holmenkollen (82e).
Lors de la saison 2019-2020, il reste dans la deuxième division mondiale, finissant deuxième de l'IBU Cup et remportant la médaille d'or du relais simple mixte aux Championnats d'Europe avec Karoline Erdal.
Après 6 podiums dont 3 victoires en IBU Cup lors de la saison 2020-2021 ainsi qu'une médaille de bronze au Championnat d'Europe sur l'individuel, il monte en Coupe du monde au mois de mars à Nové Město. Il se classe 12e du sprint puis 13e de la poursuite marquant ainsi ses premiers points. Il effectue cependant la totalité de la saison suivante en IBU Cup.
Il commence l'hiver 2022-2023 à nouveau en IBU Cup et aligne d'entrée 5 podiums consécutifs dont 4 victoires. Malgré ses performances remarquables, la forte concurrence en équipe de Norvège, dont les six titulaires en Coupe du monde obtiennent d'excellents résultats, ne lui permet pas d'espérer accéder à l'échelon supérieur à court terme. Il continue donc de dominer l'IBU Cup et aux championnats d'Europe 2023 à Lenzerheide, il remporte 3 médailles, l'or sur l'individuel, le bronze sur la poursuite et l'or sur le relais mixte simple avec Juni Arnekleiv. En février, à la suite du forfait de Filip Fjeld Andersen en raison d'une infection Covid, il est appelé à la dernière minute pour compléter la sélection norvégienne et participer aux championnats du monde 2023 à Oberhof. Lors de ces championnats, Endre Stroemsheim termine dans le top 20 à trois reprises, sur la poursuite, l'individuel et la mass-start. Pratiquement assuré par ailleurs de remporter le classement général de l'IBU Cup dont les deux dernières étapes se déroulent au Canada, il reste en Europe pour finir la saison en Coupe du monde. Dès la reprise de celle-ci le 2 mars, il participe à sa première « cérémonie des fleurs » après une 4e place sur le sprint derrière ses coéquipiers Johannes Boe, Tarjei Boe et Vetle Christiansen, puis trois jours plus tard il monte sur son premier podium de Coupe du monde grâce à une 3e place en relais mixte avec l'équipe norvégienne. La semaine suivante à Östersund, il remporte sa première victoire en relais, masculin cette fois, accompagné de Vebjørn Sørum, de Johannes Dale et de Vetle Christiansen.

## Palmarès

### Championnats du monde
| Édition / Épreuve | Individuel | Sprint | Poursuite | Mass start           | Relais               | Relais mixte | Relais mixte simple |
| ----------------- | ---------- | ------ | --------- | -------------------- | -------------------- | ------------ | ------------------- |
| Oberhof 2023      | 15e        | 22e    | 13e       | 15e                  | —                    | —            | —                   |
| Nove Mesto 2024   | 21e        | 20e    | 8e        | —                    | —                    | —            | —                   |
| Lenzerheide 2025  | 9e         | 7e     | 8e        | Médaille d'or, monde | Médaille d'or, monde | —            | —                   |

Légende :
- — : non disputée par Strømsheim

### Coupe du monde
- Meilleur classement général : 7e en 2024.
- 12 podiums :
  - 6 podiums individuels : 3 victoires, 1 deuxième place et 2 troisièmes places.
  - 5 podiums en relais : 4 victoires et 1 deuxième place.
  - 1 podium en relais mixte : 1 troisième place.

Dernière mise à jour le 23 mars 2025

#### Détail des victoires
| Saison \ Épreuve | Individuel  | Sprint | Poursuite | Mass start                | Total |
| 2023-2024        |             |        | Oberhof   |                           | 1     |
| 2024-2025        | Kontiolahti |        |           | Lenzerheide (Ch du monde) | 2     |
| Total            | 1           |        | 1         | 1                         | 3     |

Dernière mise à jour le 23 février 2025

#### Classements par saison
| Saison    | Individuel | Individuel | Sprint | Sprint   | Poursuite | Poursuite | Mass start | Mass start | Général | Général  |
| Saison    | Points     | Position   | Points | Position | Points    | Position  | Points     | Position   | Points  | Position |
| --------- | ---------- | ---------- | ------ | -------- | --------- | --------- | ---------- | ---------- | ------- | -------- |
| 2018-2019 |            |            | 0      | n.c.     |           |           |            |            | -       | n.c.     |
|           |            |            |        |          |           |           |            |            |         |          |
| 2020-2021 |            |            | 29     | 55e      | 51        | 37e       |            |            | 80      | 52e      |
|           |            |            |        |          |           |           |            |            |         |          |
| 2022-2023 | '          | 36e        | '      | 36e      | '         | 39e       | '          | 37e        | 141     | 36e      |
| 2023-2024 | '          | 10e        | '      | 13e      | '         | 6e        | '          | 17e        | 700     | 7e       |
| 2024-2025 | '          | 3e         | '      | 15e      | '         | 23e       | '          | 10e        | 562     | 13e      |

### Championnats d'Europe
| Édition / Épreuve   | Individuel                       | Sprint | Poursuite                  | Super sprint                     | Relais mixte | Relais mixte simple   |
| ------------------- | -------------------------------- | ------ | -------------------------- | -------------------------------- | ------------ | --------------------- |
| Minsk 2019          | Médaille de bronze, Europe       | 19e    | 11e                        | Épreuve inexistante à cette date | —            | 4e                    |
| Minsk 2020          | Épreuve inexistante à cette date | 61e    | —                          | 6e                               | —            | Médaille d'or, Europe |
| Duszniki Zdroj 2021 | Médaille d'argent, Europe        | 57e    | 29e                        | Épreuve inexistante à cette date | —            | 6e                    |
| Lenzerheide 2023    | Médaille d'or, Europe            | 20e    | Médaille de bronze, Europe | Épreuve inexistante à cette date | —            | Médaille d'or, Europe |

Légende :
- — : non disputée par Strømsheim

### Championnats du monde jeunes et juniors

#### Jeunes
| Mondiaux / Épreuve    | Individuel | Sprint                   | Poursuite | Relais               |
| 2016 Cheile Gradistei | 7e         | Médaille d'argent, monde | 9e        | Médaille d'or, monde |

#### Juniors
| Mondiaux / Épreuve  | Individuel | Sprint | Poursuite | Relais                   |
| 2017 Brezno-Osrblie | 21e        | 41e    | DNS       | —                        |
| 2018 Otepää         | 42e        | 34e    | 18e       | Médaille d'argent, monde |

### IBU Cup
- Vainqueur du classement général en 2023.
- En comptant les podiums obtenus aux Championnats d'Europe selon l'IBU :
  - 23 podiums individuels, dont 11 victoires individuelles.
  - 4 victoires en relais mixte.

Palmarès au 2 février 2023